# DSA-153
La DSA-153 es una carretera perteneciente a la Red Secundaria de la Diputación Provincial de Salamanca que une la localidad de Mancera de Abajo con la carretera  AV-P-630 .

## Origen y Destino
La carretera  DSA-153  tiene su origen en Mancera de Abajo en la intersección con la carretera  DSA-150 , y termina en el término municipal de Mancera de Abajo,  en el Límite de la Provincia de Ávila, continuando por la carretera  AV-P-630 , formando parte de la Red de carreteras de Salamanca.